# Napalm 3
Napalm 3 je šesti extended play slovenske rock skupine Siddharta, izdan leta 2009. Vsebuje tri različice naslovne pesmi.

## Seznam pesmi
Vse pesmi je napisala Siddharta.
| Št.             | Naslov                               | Dolžina |
| --------------- | ------------------------------------ | ------- |
| 1.              | „Napalm 3‟                           | 3:46    |
| 2.              | „Napalm 3‟ (Speed of Loneliness Mix) | 4:55    |
| 3.              | „Napalm 3‟ (akustična verzija)       | 3:56    |
| Skupna dolžina: | Skupna dolžina:                      | 12:37   |

## Zasedba

### Siddharta
- Tomi Meglič - vokal, kitara
- Primož Benko - kitara
- Boštjan Meglič - bobni
- Jani Hace - bas kitara
- Tomaž Okroglič Rous - klaviature in programiranje